# 스윗 소로우
스윗소로우(영어: Sweet Sorrow)는 아카펠라와 팝 음악을 하는 대한민국의 3인조 남성 보컬 그룹으로, 인호진, 송우진, 김영우로 구성되어 있다.
스윗소로우는 2002년 결성하였으며, 그룹 이름을 직역하면 "달콤한 슬픔"이란 뜻이다. 스윗 소로우는 자신들의 모든 음반을 직접 프로듀싱, 작사, 작곡, 편곡을 담당하는 음악가들이기도 하다.

## 발자취

### 초창기
대한민국 연세대학교의 중앙 동아리 중 하나인 남성 합창단 "글리 클럽 (Glee Club)"에 속해 있던 인호진, 송우진, 김영우, 성진환은 가곡, 합창곡 등의 장르에서 벗어나 아 카펠라 음악을 하고자 8인조 아 카펠라 그룹 "The Wackers"에 몸담으며 2001년 대학가에서 공연 활동을 하였다. The Wackers는 학교 내의 아마추어 그룹이었던 만큼 자작곡 대신 기존의 팝 노래들을 아 카펠라 버전으로 편곡하는 식이었다. 네 명은 아 카펠라 외에 좀 더 대중적인 음악을 추구함과 동시에 자작곡을 통한 전문적인 활동을 하고자 2002년 4인조 보컬 그룹 "스윗 소로우 (Sweet Sorrow)"를 결성하였고, 기존의 더 워커즈 공연 무대에서 자신들의 자작곡도 함께 부르기 시작했다.
2004년 여름, 서울 대학로 질러홀에서 첫 단독 콘서트를 하였고, 그해 11월 제16회 유재하 음악경연대회에 참가하여 그룹 이름과 같은 제목의 노래 "Sweet Sorrow"로 대상을 수상하였다. 이들은 오버그라운드에서 전문적인 음악 활동을 하고자 그동안의 자작곡들을 엮어 데모 음반을 만들었고, 여러 연예 기획사를 찾아다니던 끝에 젬 컬처스(당시 메주 컬쳐스)와 계약을 맺었다.

### 데뷔 및 활동 사항
2005년 11월 15일, 첫 번째 정규 앨범 《Sweet Sorrow》를 발표함으로써 공식적인 데뷔를 하였고, 앨범 수록곡들은 MBC 드라마 《영재의 전성시대》OST에 쓰이면서 알려졌다. 2006년 SBS 드라마《연애시대》사운드트랙에 참여하여 노영심이 작사 작곡한 주제곡 "아무리 생각해도 난 너를"을 불렀고, 이 노래가 대중들에게 큰 인기를 얻음과 동시에 서울 가요 대상에서 OST상 수상, 디지털 뮤직 어워드에서 이 달의 신곡상 수상, 맥스 MP3가 선정한 최고의 드라마 OST, 이즘이 선정한 올해의 싱글로 뽑히면서 스윗 소로우라는 그룹을 가장 많이 알리는 계기가 되었다.
스윗 소로우는 2007년 MBC 《쇼바이벌》 S-1 그랑 프리 시즌 2에 참가하여 우승하였고, 2008년 2월과 2009년 3월에 각각 두 번째 정규 앨범《SweeticS》와 2.5집《Songs》를 발표하였으며, 여러 차례 단독 콘서트를 하면서 활발한 활동을 이어 나갔다.
2008년, 다수의 라디오 프로그램에 고정으로 출연하면서 큰 활약을 하였고, 그 덕분에 2008년 말 MBC 연기 대상, 라디오 부분 공로상을 수상하기도 했으며, 다음해, 2009년 4월, 이적의 후임으로 SBS 파워FM 《텐텐 클럽》의 DJ를 맡아 멤버 4명 전원이 공동 DJ로서 2011년 4월 3일까지 약 2년간 진행했다.
2011년 10월 24일부터 2012년 10월 21일까지 MBC FM4U 《정오의 희망곡 스윗소로우 입니다》를 진행했으며 2012년 1월 31일에는 세 번째 정규 앨범 《VIVA》를 발표했다. MBC 가을 개편으로 2012년 10월 22일부터 4시간 뒤인 MBC FM4U 《오후의 발견 스윗소로우 입니다》로 프로그램을 옮겨 진행하였다. 2013년 1월 31일자로 젬컬쳐스와의 계약이 종료되고, 2013년 3월 12일 보도자료를 통해 뮤직앤뉴와 전속계약했음을 알렸다. MBC 라디오 개편으로 인해 2013년 9월 8일자로 MBC FM4U 《오후의 발견 스윗소로우 입니다》 DJ에서 하차하였다.

### 개별 활동
각 멤버별로 개별 활동을 하기도 하는데, 리더 인호진은 KBS 2TV 단막극 시리즈 《드라마시티》의 〈러브 헌트〉편에 출연하면서 배우로 데뷔하였고, 이후 2008년 11월, IPTV 영화 《스토리 오브 와인》(The Story of Wine)에 출연하였으며, 2010년, 서울 대학로 PMC 자유극장에서 공연된 뮤지컬 《뮤직 인 마이 하트》(Music in My Heart)에 출연했다. 또한, 2016년 1월에 tvN 교양 토크 프로그램 젠틀맨리그의 MC를 맡아 2016년 3월 10일 방송분까지 활동하였다.
막내 성진환은 2008년 MBC 시트콤 《그분이 오신다》에 조연으로 출연하였다. 또한, 2013년 7월 2일부터 Mnet 와이드 연예뉴스 더 뮤직-인터뷰 MC로 활동하였고, 2013년 8월 30일부터 tvN 퍼펙트싱어VS에도 출연하였다.

## 구성원
| 이름                 | 생년월일              | 연세대학교 소속 | 보컬 음역               | 악기                      | 비고                        |
| -------------------- | --------------------- | --------------- | ----------------------- | ------------------------- | --------------------------- |
| 인호진 In Ho-Jin     | 1975년 9월 19일(49세) | 화학공학과      | High & Second Tenor     | 피아노, 기타              | 그룹 리더, 배우 겸업.       |
| 송우진 Song Woo-Jin  | 1977년 4월 7일(48세)  | 정보산업공학과  | Baritone & Bass         | 피아노, 기타, 베이스 기타 |                             |
| 김영우 Kim Young-Woo | 1978년 1월 18일(47세) | 영문학과        | Baritone & Second Tenor | 피아노, 기타              | 그룹 내에서 건반 연주 전문. |

### 이전 구성원
| 이름                 | 생년월일              | 연세대학교 소속 | 보컬 음역   | 악기               | 비고                      |
| -------------------- | --------------------- | --------------- | ----------- | ------------------ | ------------------------- |
| 성진환 Sung Jin-Hwan | 1981년 1월 13일(44세) | 경제학과        | First Tenor | 피아노, 기타, 드럼 | 배우 겸업.(2019.2. 탈퇴.) |

## 음반 목록
정규
- 1집 《Sweet Sorrow》 (2005)
- 2집 《Sweetics》 (2008)
- 2.5집 《Songs》 (2009)
- 3집 《VIVA》 (2012)
- 4집 Part 1 《For Lovers Only》 (2014)
- 4집 part 2 《For Losers Only》 (2015)
- 5집 part 1 《New Day》 (2019)

디지털 싱글
- 사랑 같은 건 (2006)
- Sweet Sorrow (2008)
- Sweet Sorrow 3 Single Part 1 (2011)
- Sweet Sorrow 3 Single Part 2 (2011)
- 다크서클 Summer VIVA Edition (2012)
- 12월의 이야기 (2012)
- 4th #1 `괜찮아 떠나` (2013)
- 스윗 소로우 겨울 프로젝트 싱글 `몇번이고` (2013)
- Let's make love (2015)
- 아현동 (2015)
- 2015 Winter project '동행' (2015)
- 대박금지 (2016)
- 해피뉴이어 (2017)
- 짜리리릿(Sign) (2017)
- 첫사랑 (2017)

## 세부 활동 목록
| 음악프로그램 - MBC : 김동률의 포유, 수요예술무대, 쇼!음악중심, 음악여행 라라라, 나는 가수다 3 - KBS : 윤도현의 러브레터, 뮤직뱅크, 열린음악회, 사랑의 리퀘스트, 이하나의 페퍼민트, 유희열의 스케치북, 불후의 명곡 - 전설을 노래하다 - SBS : 김윤아의 뮤직웨이브, 김정은의 초콜릿, 인기가요, 정재형, 이효리의 유&아이 - M.net : 마담B의 살롱, M!Countdown, Star VJ Show, A-Live, 윤도현의 MUST, 와이드 연예뉴스 - 더 뮤직 인터뷰(MC 성진환) - TV조선 : 박정현 PS I LOVE YOU - KBS JOY : 이소라의 두 번째 프로포즈 - SBS MTV : MTV The Stage Big Pleasure - MBC MUSIC : MBC MUSIC 개국특집 음악의 시대, 루시드폴의 리모콘, 2012 MBC FM4U DJ콘서트 - JTBC : 패티김쇼 14회 오락프로그램 - MBC : 쇼바이벌, 내 딸의 남자(인호진), 찾아라! 맛있는 TV, 놀러와(성진환), 무한도전(시크릿 바캉스, 서해안 고속도로 가요제, 자유로 가요제-축하공연), 세바퀴 - KBS : 스타골든벨, 1vs100, 미녀들의 수다(인호진),대결 노래가 좋다, 불후의 명곡2 - SBS : 슈퍼바이킹, 육감대결(인호진, 성진환), 야심만만 2(인호진, 성진환), 한소절 노래방(인호진, 성진환) 도전1000곡(성진환, 인호진) - 채널A : 보컬플레이 - Olive : 올리브쇼2(인호진) - Y-STAR : 식신로드 - MBC MUSIC : 하하의 19TV 하극상(인호진, 성진환) - Mnet : 비틀즈 코드 시즌2 22회 - tvN : 퍼펙트 싱어 VS(성진환) - sky Travel : 어쩌다 마주친 여행 - 강원도 편, 어쩌다 마주친 여행 - 제주 편 그 외 - KBS : 사랑의 리퀘스트 - 손바닥TV : 스윗소로우의 오.빠.夜.(2012.04.04~2012.12.26) 드라마, 시트콤, 영화 - MBC : 시트콤 그분이 오신다 (성진환) - KBS : 드라마시티 러브헌트 서른 빼기 셋 (인호진, 김영우) - 영화 : 스토리 오브 와인 (승수역-인호진, 우정출연-김영우, 성진환, 송우진), 영화 "플레이" 우정출연-스윗소로우 콘서트(공식) - 2006.04.15 - 4월의 프로포즈 - 첫 번째 단독 콘서트 - 2006.05.06 - MUZIK(무직) Concert - 유재하 음악경연대회 16기 수상자 공연 - 2006.07.01 - 아무리 생각해도 괜찮은 콘서트 - 2006.12.15~2006.12.17 - Sweet Christmas Fantasy - 2008.07.18~2008.07.20 - 2008 스윗소로우 콘서트 - 2008.08.20 - 유니베라 수요음악회 - 2008.10.11 - 시월에 눈 내리는 마을 - 스윗 소로우, 신승훈, 이소라, 알렉스 - 2008.12.13 - 겨울 로맨틱 콘서트 - 스윗 소로우, 여행스케치 - 2009.02.13~2009.02.14 - What a Sweet Day! - 2009.05.20 - 유니베라 수요음악회 - 2009.06.26~2009.06.28 - 스윗소로우의 SUNSET FESTA 2009 - 2009.07.12 - 유재하 음악 장학회 기금마련 콘서트 '더하고 나누기' - 스윗 소로우, 노리플라이, 메이트, 오지은 등 - 2009.12.24~2009.12.26 - Home, Sweet Home - 2010.12.29~2011.01.01 - 안녕, 다시 안녕 - 2011.12.24~2011.12.25 - Sweet Sorrow Christmas Concert 'A Beautiful Moment' - 2012.03.02~2012.03.03 - 3집 발매 기념 콘서트 Viva - 서울 - 2012.03.24 - 3집 발매 기념 콘서트 Viva - 부산 - 2012.04.07 - 3집 발매 기념 콘서트 Viva - 대구 - 2012.04.21 - 3집 발매 기념 콘서트 Viva - 대전 - 2012.06.30~2012.07.01 - 2012 Sweet Sorrow 콘서트 Summer VIVA!' - 2012.12.24~2012.12.25 - 2012 Sweet Sorrow Moon Night Concert 'VIVA! Christmas' - 2013.07.05~2013.07.07 - 2013 Sweet Sorrow 콘서트 Summer VIVA!' - 2013.12.23~2013.12.24 - 2013 설전 - 2014.07.03~2014.07.20 - 스윗소로우 소극장 콘서트 화음 - 2014.09.05 - 삼성카드 셀렉트 24 홀가분 콘서트 with 스윗소로우, 어반자카파 - 스윗소로우, 어반자카파 - 2014.12.20~2014.12.25 - 2014 스윗소로우 겨울 콘서트〈HAPPY END〉서울 - 2014.12.27 - 2014 스윗소로우 겨울 콘서트〈HAPPY END〉부산 - 2014.12.30 - 2014 스윗소로우 겨울 콘서트〈HAPPY END〉대구 - 2015.11.13~2015.11.15 - 스윗소로우 10주년 콘서트 - 2015.12.05 - 거미,스윗소로우,이정의 겨울,그리고 콘서트 - 대구공연 - 스윗소로우, 거미, 이정 - 2015.12.24~2015.12.25 - 2015 감성공장 크리스마스 콘서트〈겨울, 그리고〉- 울산 - 스윗소로우, 거미, 이정 - 2016.03.18~2016.04.03 - 2016 스윗소로우 소극장 콘서트〈화음〉 - 2016.08.20~2016.08.21 - 2016 스윗소로우 여름 콘서트 〈썸머스윗〉 - 2017.06.23~2017.07.09 - 2017 스윗소로우 소극장 콘서트〈화음〉 | 라디오 - 89.1 god 데니의 키스 더 라디오 금요일코너 "내 인생의 밑줄 쫙~!" 고정 게스트 - 89.1 슈퍼주니어의 키스 더 라디오 금요일코너 "라이프 튜닝 여의도 본점" 고정 게스트 - 89.1 슈퍼주니어의 키스 더 라디오 화요일코너 "사상의학" 고정 게스트 - 89.1 봄여름가을겨울의 Bravo, my life! 수요일코너 "남자는 왜? 여자는 왜?" 고정 게스트 - 89.1 테이의 뮤직 아일랜드 금요일코너 "일상반올림" 고정 게스트(인호진,송우진) - 89.1 홍진경의 가요광장 수요일코너 "줄줄이 뮤지컬" 고정 게스트 - 89.1 홍진경의 가요광장 화요일코너 "달자와 문자 SHOW" 고정 게스트(인호진) - 89.1 윤도현의 뮤직쇼 일요일코너 "솔로들의 향연" 고정 게스트(인호진, 송우진) - 89.1 메이비의 볼륨을 높여요 목요일코너 "독거남녀" 고정 게스트(인호진, 송우진) - 89.1 홍진경의 가요광장 월요일코너 "홍광생활백서,있다 없다!" 고정 게스트(송우진, 성진환) - 91.9 박명수의 펀펀 라디오 "한국인이 뜻도 모르고 좋아하는 팝송 100선" 고정 게스트 - 91.9 이소라의 오후의 발견 화요일코너 "붕대클럽" 고정 게스트 - 91.9 문지애의 뮤직스트리트 화요일코너 "어설픈 멀더와 모자란 스컬리" 고정 게스트(김영우) - 91.9 세상을 여는 아침 최현정입니다 수요일 코너 "우리 결론냈어요" 고정 게스트(인호진) - 91.9 타블로와 꿈꾸는 라디오 수요일코너 "굿나잇팝스" 고정 게스트 (2008.04.12~2009.03.18) - 91.9 푸른밤 그리고 알렉스입니다 임시 DJ (2008.05.13~2008.06.02) - 91.9 허일후의 세상을 여는 아침 임시 DJ (인호진:2008.08.11~2008.08.26) - 91.9 이소라의 오후의 발견 임시 DJ (2008.10.17~2008.10.21) - 91.9 두시의 데이트 박명수입니다 임시 DJ - 91.9 세상을 여는 아침 허일후입니다 수요일코너 "메가스윗" 고정 게스트 (성진환) - 95.9 박경림의 별이 빛나는 밤에 목요일코너 "웃어?!" 고정 게스트 - 95.9 박경림의 별이 빛나는 밤에 목요일코너 "별이 빗나간 밤에" 고정 게스트 - 95.9 박경림의 별이 빛나는 밤에 토요일코너 "토요일은 세 사람이다" 고정 게스트(인호진, 송우진) - 107.7 최화정의 파워타임 일요일코너 "은밀한 카페" 고정 게스트 - 107.7 SS501의 영스트리트 월요일코너 "결정적 그 순간" 고정 게스트 - 107.7 스윗소로우의 텐텐 클럽 DJ (2009.04.13~2011.04.03) - 91.9 정오의 희망곡 스윗소로우입니다 DJ (2011.10.24~2012.10.21) - 91.9 오후의 발견 스윗소로우입니다 DJ (2012.10.22~2013.09.08) 광고 - 맥심 아이스커피믹스 CF - 텔레파시 `조인성, 이나영`편(BGM 사랑해) (2008) - 빙그레 아카펠라 CM송(BGM 간지럽게)/라디오 광고 (2009) - 테이스터스 초이스 수프리모 모닝아로마 TVCF (2011) - LG DIOS 김치냉장고 김치톡톡 TVCF(SONG BY 스윗 소로우) (2012) - 삼성카드 홀가분 프로젝트 CM송(홀가분송 작사작곡 스윗소로우) (2014) |

## 수상 경력
| 연도 | 주관                                | 수상 부문                   | 비고                           |
| ---- | ----------------------------------- | --------------------------- | ------------------------------ |
| 2012 | MBC 연예 대상                       | 라디오 부문 우수상          |                                |
| 2010 | 제18회 대한민국 문화연예대상        | 신세대 가요부문 10대 인기상 |                                |
| 2008 | MBC 연기 대상                       | 라디오 부문 공로상          |                                |
| 2007 | 제15회 한국 인기 연예 대상          | 10대 가수상                 |                                |
| 2007 | MBC《쇼바이벌》S-1 그랑 프리 시즌 2 | 최종 우승                   |                                |
| 2006 | 대중 음악 결산, 전문가 설문         | 올해의 신인상               |                                |
| 2006 | 제02회 디지털 뮤직 어워드           | 이달의 신곡상               | 노래 "아무리 생각해도 난 너를" |
| 2006 | 제16회 서울 가요 대상               | OST 상                      | 노래 "아무리 생각해도 난 너를" |
| 2004 | 제16회 유재하 음악경연대회          | 대상                        |                                |

- 제16회 유재하 음악경연대회 출신 최고의 아티스트
  - 알콩달콩 노랫말상, 천상의 목소리상